# Шеменёв, Михаил Иосифович
Михаил Иосифович Шеменёв (1908, Адамовка — 1947) — участник Великой Отечественной войны, полный кавалер Ордена Славы, наводчик станкового пулемёта 172-го гвардейского стрелкового полка, гвардии старший сержант.

## Биография
Родился  в 1908 году в посёлке Адамовка Адамовского района Оренбургской области в семье крестьянина. Русский. Член КПСС с 1932 года. До службы в армии окончил 4 класса, работал начальником Адамовского аэропорта. В РККА — с 1931 по 1932 год и с 1941 года. На фронте — с июля 1941 года.
Помощник наводчика станкового пулемёта 563-го стрелкового полка (153-я стрелковая дивизия, 1-я гвардейская армия) гвардии младший сержант М. И. Шеменёв 6 декабря 1942 года, близ станиц Казанская и Мигулинская (Верхнедонский район Ростовской области), в числе первых преодолел реку Дон, ворвался во вражескую траншею. Был ранен, но поле боя не покинул. 25 октября 1944 года награждён орденом Славы 3-й степени. После госпиталя продолжил службу в 172-м гвардейском стрелковом полку.
Помощник наводчика станкового пулемёта 172-го гвардейского стрелкового полка (57-я гвардейская стрелковая дивизия, 8-я гвардейская армия) гвардии сержант М. И. Шеменёв 3 февраля 1945 года, при форсировании реки Одер в 5 км южнее города Киц (Германия), заменив выбывшего из строя наводчика, подавил огнём точку и сразил до 15 гитлеровцев. 27 февраля 1945 года награждён орденом Славы 2-й степени.
Наводчик станкового пулемёта гвардии старший сержант М. И. Шеменёв 16 апреля 1945 года, в бою у Зеловских высот, успешно поддерживал огнём атаку наших бойцов. 17 апреля 1945 года, у города Зелов (Германия), сразил более 10 солдат и офицеров противника. 31 мая 1945 года награждён орденом Славы 1-й степени.
В октябре 1945 года Михаил Иосифович Шеменёв демобилизован. Вернулся на родину. Работал начальником спецсвязи Адамовского районного узла связи.
Умер в больнице города Оренбурга 6 августа 1947 года. Похоронен в городе Оренбурге.

## Награды
- Орден Славы I степени (№ 596). Указ Президиума Верховного Совета СССР от 31 мая 1945 года.
- Орден Славы II степени (№ 30088). Приказ Военного совета 8 гвардейской армии № 498/н от 27 февраля 1945 года.
- Орден Славы III степени (№ 239728). Приказ командира 57 гвардейской стрелковой дивизии № 073 от 25 октября 1944 года.
- Медаль «За победу над Германией в Великой Отечественной войне 1941—1945 гг.». Указ Президиума Верховного Совета СССР от 9 мая 1945 года.
- Медаль «За взятие Берлина». Указ Президиума Верховного Совета СССР от 9 июня 1945 года.

## Память
Именем М. И. Шеменёва названа улица  и школа в посёлке Адамовка Оренбургской области.